# Altenburger Trommeltaube

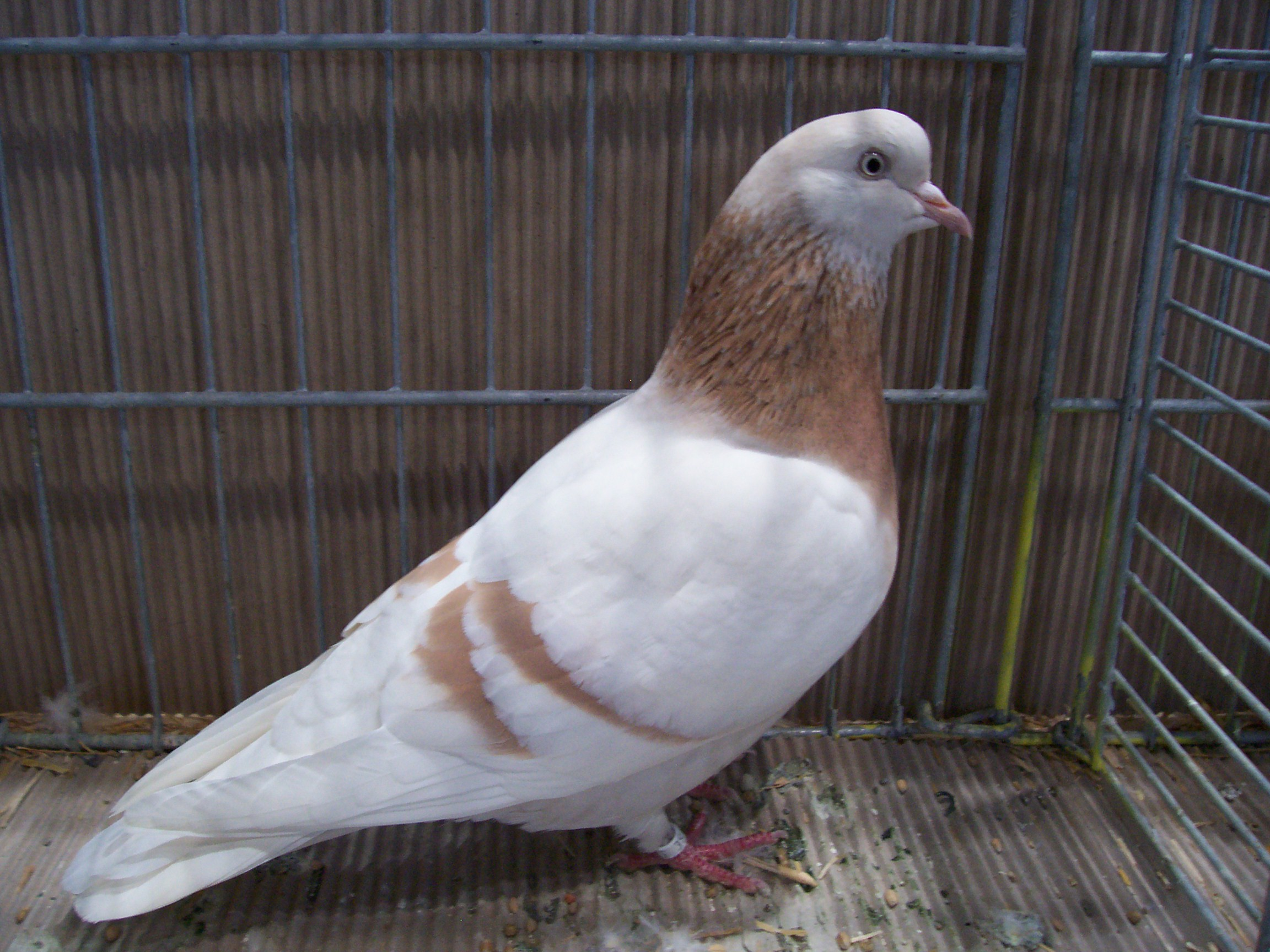
Altenburger Trommeltaube, erbsgelb

Die Altenburger Trommeltaube ist eine Haustaubenrasse und gehört zu den Trommeltauben.

## Musterbeschreibung
- Herkunft: Seit Anfang des 18. Jahrhunderts im sächsisch-thüringischen Raum um Altenburg gezüchtet.
- Gesamteindruck: Kräftige Feldtaubengestalt, fast waagerechte Haltung, hochstirniger Kopf, glattfüßig, langanhaltende und klare Trommelstimme.
- Rassemerkmale:
  - Kopf: Hohe, breite Stirn, die höchste Stelle vor dem Auge, nach hinten abfallende Scheitelwölbung, glattköpfig.
  - Augen: Perlauge, Augenrand schmal, je nach Gefiederfarbe hell bis dunkel.
  - Schnabel: Mittellang, dunkel bis schwarz bei dunklen Farbschlägen, dunkelhornfarbig bei Dominant Roten, Rotfahlen, Rotfahl-Gehämmerten und Rotfahlschimmeln, hornfarbig bei Blaufahlen, Mehllichten und gelerchten, hellhornfarbig bis hell bei Dominant Gelben, Erbsgelben (Gelbfahlen), Gelbfahl-Gehämmerten und Gelbfahlschimmeln, hell bei Weißen, Roten, Gelben, Weißköpfen, Gemönchten, Rote und Gelbe in getigert und gescheckt.
  - Hals: Mäßig lang, gut ausgeschnittene Kehle.
  - Brust: Breit, gewölbt, hervortretend.
  - Rücken: An den Schultern breit, etwas abfallend.
  - Flügel: Mäßig lang, den Rücken deckend, das Schwanzende nicht ganz erreichend.
  - Schwanz: Mäßig lang, fest geschlossen, breitfedrig mit dem Rücken eine gerade Linie bildend.
  - Läufe: Mittellang, unbefiedert; Krallen der Schnabelfarbe entsprechend; Krallenfarbe bei Weißköpfen und Gescheckten ohne Bedeutung.
  - Gefieder: Gut entwickelt, glatt anliegend.
- Farbenschläge: Weiß, Schwarz, Rot, Gelb, Dom. Rot, Dom. Gelb, Blau  mit schwarzen oder ohne Binden, Blaufahl mit dunklen oder ohne Binden, Rotfahl, Erbsgelb (Gelbfahl), Mehlicht mit Binden, Gelercht; Blau-, Blaufahl-, Rotfahl-, Gelbfahl-Gehämmert; Blauschimmel; Rotfahl-, Gelbfahl-Schimmel; Weißbindige und Weißgeschuppte in hellblau, Blau und Blaufahl; Muselköpfig mit oder ohne Flügelrose in Schwarz, Blau, Rot, Gelb; Getigert und Gescheckt in Schwarz, Blau, Rot und Gelb; Weißköpfe und Gemönchte in Schwarz, Rot, Gelb, Blau mit schwarzen oder ohne Binden, Blau und Blaufahl mit weißen Binden und weißgeschuppt, Hellblau mit weißen Binden oder Weißgeschuppt, Blaufahl mit dunklen und ohne Binden, Blaufahl-Gehämmert, Rotfahl, Erbsgelb, (Gelbfahl), Blau-, Rotfahl-, Gelbfahl-Gehämmert.
- Bewertung: Gesamteindruck • Körperform und -haltung • Kopf • Augen • Farbe und Zeichnung.
- Ringgröße: 8